# Aleksiej Jaszyn (hokeista)
Aleksiej Walerjewicz Jaszyn (ros. Алексей Валерьевич Яшин; ur. 5 listopada 1973 w Swierdłowsku w Związku Radzieckim) – rosyjski hokeista, reprezentant Rosji, trzykrotny olimpijczyk, działacz hokejowy.

## Kariera
- Dinamo-Eniergija Jekaterynburg (1990–1991)
- Dinamo Moskwa (1991–1993)
- Ottawa Senators (1993–1994)
- Las Vegas Thunder (1994)
- Ottawa Senators (1994–1995)
- CSKA Moskwa (1995)
- Ottawa Senators (1995–2001)
- New York Islanders (2001–2004)
- Łokomotiw Jarosław (2004–2005)
- New York Islanders (2005–2007)
- Łokomotiw Jarosław (2007–2009)
- SKA Sankt Petersburg (2009–2011)
- CSKA Moskwa (2011–2012)

Wychowanek klubu Spartakowiec Jekaterynburg. Przed grą w NHL i w sezonie 1992/1993 grał w macierzystym Dinamo-Eniergija Jekaterynburg, a następnie w Dinamie Moskwa. Grę w barwach NHL rozpoczął w sezonie 1993/1994. W debiutanckim sezonie zaliczył 79 punktów i został nominowany do przyznania nagrody Calder Memorial Trophy dla najlepszych debiutantów.
W sezonie 1998/1999 zdobył 94 punkty i nagrody Hart Memorial Trophy dla najbardziej wartościowego gracza (MVP) oraz Maurice 'Rocket' Richard Trophy dla najlepszego strzelca ligi.
W 2001 został oddany do New York Islanders za Zdeno Charę, Billa Muckalta i prawo wyboru w drugiej rundzie draftu ("Senatorowie" wybrali Jasona Spezzę. Z "Wyspiarzami" podpisał dziesięcioletni kontrakt opiewający na 87,5 miliona USD.
W roku 2007 zakończył, po sześciu latach, współpracę z New York Islanders i przeszedł do Łokomotiwu Jarosław. Następnie w latach 2009-2011 występował w barwach SKA Sankt Petersburg. 
W sezonach 2008/2009, 2009/2010 i 2010/2011 przewodził drużynie Rosjan wzgl. Zachodu w Meczu Gwiazd KHL (drużynę Obcokrajowców wzgl. Wschodu prowadził Jaromír Jágr).
Od września 2011 do maja 2012 zawodnik CSKA Moskwa. W czerwcu poinformowano, że zawodnik powrócił do rodzinnego miasta i będzie występować w klubie Awtomobilist Jekaterynburg, co jednak nie zostało zrealizowane. W kwietniu 2013 roku potwierdził, że nie zamierza wznawiać przerwanej kariery zawodniczej.
W czasie kariery juniorskiej reprezentował Związek Radziecki. Następnie był reprezentantem Rosji. Uczestniczył w turniejach mistrzostw świata w 1993, 1994, 1996, 1997, 1999, 2000, 2001, 2004, 2005, Pucharu Świata 1996, 2004 oraz zimowych igrzysk olimpijskich 1998, 2002, 2006.
W grudniu 2012 został menadżerem generalnym reprezentacji Rosji w hokeju na lodzie kobiet.

## Życie prywatne
W 2002 jego żoną została aktorka i modelka Carol Alt.

## Sukcesy
Reprezentacyjne
- Srebrny medal mistrzostw Europy juniorów do lat 18: 1991 z ZSRR
- Złoty medal mistrzostw świata juniorów do lat 20: 1992 z WNP
- Złoty medal mistrzostw świata: 1993 z Rosją
- Srebrny medal igrzysk olimpijskich: 1998 z Rosją
- Brązowy medal igrzysk olimpijskich: 2002 z Rosją
- Brązowy medal mistrzostw świata: 2005 z Rosją

Klubowe
- Złoty medal mistrzostw ZSRR: 1992 z Dinamem Moskwa
- Złoty medal mistrzostw Rosji: 1993 z Dinamem Moskwa
- Mistrz Dywizji NHL: 1999, 2001 z Ottawa Senators
- Brązowy medal Mistrzostw Rosji: 2005 z Łokomotiwem Jarosław
- Srebrny medal Mistrzostw Rosji: 2008, 2009 z Łokomotiwem Jarosław
- Puchar Spenglera: 2010 ze SKA Sankt Petersburg

Indywidualne
- Liga rosyjska 1992/1992:
  - Skład gwiazd
- NHL (1993/1994):
  - NHL All-Star Game
- NHL (1998/1999):
  - NHL All-Star Game
  - Drugi skład gwiazd
- NHL (2001/2002):
  - NHL All-Star Game
- Superliga rosyjska w hokeju na lodzie (2007/2008):
  - Złoty Kij - Najbardziej Wartościowy Gracz (MVP) rundy zasadniczej
  - Złoty Kask (przyznawany sześciu zawodnikom wybranym do składu gwiazd sezonu)
- KHL (2008/2009):
  - Mecz Gwiazd KHL
  - Piąte miejsce w klasyfikacji strzelców w fazie play-off: 7 goli
  - Pierwsze miejsce w klasyfikacji asystentów w fazie play-off: 11 asyst
  - Drugie miejsce w klasyfikacji kanadyjskiej w fazie play-off: 18 asyst
- KHL (2009/2010):
  - Mecz Gwiazd KHL
  - Pierwsze miejsce w klasyfikacji asystentów w sezonie zasadniczym: 46 asyst
  - Trzecie miejsce w klasyfikacji kanadyjskiej w sezonie zasadniczym: 64 punkty
  - Nagroda Najlepsza Trójka dla tercetu najskuteczniejszych strzelców ligi (oraz Petr Čajánek i Maksim Suszynski) - łącznie 50 goli
- KHL (2010/2011):
  - Mecz Gwiazd KHL
- Puchar Spenglera 2010:
  - Skład Gwiazd turnieju

Wyróżnienie
- Zasłużony Mistrz Sportu Rosji w hokeju na lodzie: 1993
- Galeria Sławy IIHF: 2020[4]

## Statystyki
| Rok       | Drużyna                         | Mecze Rozegrane | Gole | Asysty | Punkty | +/- | Strzały | Procent celnych strzałów |
| --------- | ------------------------------- | --------------- | ---- | ------ | ------ | --- | ------- | ------------------------ |
| 1990-1991 | Dinamo Eniegrgija Jekaterynburg | 26              | 2    | 1      | 3      | -   | -       | -                        |
| 1990-1991 | ZSRR do lat 18                  | 5               | 1    | 3      | 4      | -   | -       | -                        |
| 1991-1992 | Dinamo Moskwa                   | 35              | 7    | 5      | 12     | -   | -       | -                        |
| 1991-1992 | Rosja do lat 20                 | 7               | 4    | 2      | 6      | -   | -       | -                        |
| 1992-1993 | Dinamo Moskwa                   | 27              | 10   | 12     | 22     | -   | -       | -                        |
| 1992-1993 | Rosja do lat 20                 | 3               | 1    | 0      | 1      | -   | -       | -                        |
| 1992-1993 | Rosja MŚ                        | 8               | 2    | 1      | 3      | -   | -       | -                        |
| 1993-1994 | Ottawa Senators                 | 83              | 30   | 49     | 79     | -49 | 232     | 12,9                     |
| 1993-1994 | Rosja MŚ                        | 5               | 1    | 2      | 3      | -   | -       | -                        |
| 1994-1995 | Ottawa Senators                 | 47              | 21   | 23     | 44     | -20 | 154     | 13,6                     |
| 1994-1995 | Las Vegas IHL                   | 24              | 15   | 20     | 35     | -   | -       | -                        |
| 1995-1996 | Ottawa Senators                 | 46              | 15   | 24     | 39     | -15 | 143     | 10,5                     |
| 1995-1996 | CSKA Moskwa                     | 4               | 2    | 2      | 4      | -   | -       | -                        |
| 1995-1996 | Rosja MŚ                        | 8               | 4    | 5      | 9      | -   | -       | -                        |
| 1996-1997 | Ottawa Senators                 | 82              | 35   | 40     | 75     | -7  | 291     | 12,0                     |
| 1996-1997 | Russia PŚ                       | 5               | 0    | 2      | 2      | -   | -       | -                        |
| 1996-1997 | Rosja MŚ                        | 5               | 3    | 0      | 3      | -   | -       | -                        |
| 1997-1998 | Ottawa Senators                 | 82              | 33   | 39     | 72     | 6   | 291     | 11.3                     |
| 1997-1998 | Rosja ZIO                       | 6               | 3    | 3      | 6      | -   | -       | -                        |
| 1998-1999 | Ottawa Senators                 | 82              | 44   | 50     | 94     | 16  | 337     | 13.1                     |
| 1998-1999 | Rosja MŚ                        | 6               | 8    | 1      | 9      | -   | -       | -                        |
| 1999-2000 | Ottawa                          | -               | -    | -      | -      | -   | -       | -                        |
| 1999-2000 | Rosja MŚ                        | 5               | 1    | 1      | 2      | -   | 13      | -                        |
| 2000-2001 | Ottawa Senators                 | 82              | 40   | 48     | 88     | 10  | 263     | 15.2                     |
| 2000-2001 | Rosja MŚ                        | 7               | 2    | 3      | 5      | -   | -       | -                        |
| 2001-2002 | New York Islanders              | 78              | 32   | 43     | 75     | -3  | 239     | 13.4                     |
| 2001-2002 | Rosja ZIO                       | 6               | 1    | 1      | 2      | -   | -       | -                        |
| 2002-2003 | New York Islanders              | 81              | 26   | 39     | 65     | -12 | 274     | 9.5                      |
| 2003-2004 | New York Islanders              | 47              | 15   | 19     | 34     | -1  | 148     | 10,1                     |
| 2003-2004 | Rosja MŚ 6 1 2 3                | 6               | 1    | 2      | 3      | -   | -       | -                        |
| 2004-2005 | Rosja PŚ                        | 4               | 1    | 2      | 3      | -   | -       | -                        |
| 2004-2005 | Łokomotiw Jarosław              | 10              | 3    | 3      | 6      | -   | -       | -                        |
| 2004-2005 | Rosja MŚ                        | 9               | 2    | 1      | 3      | -   | -       | -                        |
| 2005-2006 | New York Islanders              | 82              | 28   | 38     | 66     | -14 | 253     | 11.1                     |
| 2005-2006 | Rosja ZIO                       | 8               | 1    | 3      | 4      | -   | -       | -                        |
| 2006-2007 | New York Islanders              | 58              | 18   | 32     | 50     | 6   | 203     | 8,9                      |
| -         | Łącznie                         | 1079            | 412  | 519    | 934    | -14 | 2841    | 11,8                     |

W rubryce „Łącznie procent strzałów celnych” wyliczono średnią arytmetyczną.